# Striuntius lateristriga
Striuntius lateristriga — можлива назва українською Хрестовий барбус — субтропічна прісноводна риба роду Striuntius родини коропових. Вперше описана у 1842 році під назвою Barbus lateristriga. З латинської мови «latus» — «бік», «фланг», а «striga» — «рядок», «смуга».
Зустрічається в річках та струмках південного Таїланду та Індонезії.
Доволі поширена акваріумна риба, де відома під назвами Barbus lateristriga, Puntius lateristriga, Barbodes lateristriga.

## Поширення
Зустрічається в річках та струмках з чистою водою та кам'янистим дном на території південного Таїланду, Малакського півострова, островів Суматра, Ява, а також на деяких невеликих островах Південно-Китайського моря — острів Тіоман та острови Анамбаського архіпелагу .
Риб часто можна зустріти у ставках, що утворюються у підніжжя водоспадів.

## Опис риби
Тіло барбуса видовжене, профіль спини вигнутий. З віком висота спини збільшується, а задня частина тіла в корені хвоста звужується. Рот з двома парами вусиків. Хвостовий плавець дволопатевий. Основний тон забарвлення забарвлення світло-бежевий, лусочки з перламутровою облямівкою. Спинка зеленувато-коричнева з червонуватим відливом. Низ голови і черевце жовтуваті. Боки сріблясті із золотистим відтінком. Від початку спинного плавця по центру тіла проходить горизонтальна чорна смуга з характерним металевим відблиском, захоплюючи частину центральних променів хвостового плавця. Також під спинним плавцем проходить вертикальна смуга, яка зливається з горизонтальною смугою, утворюючи лежачу букву Т. Відразу за головою проходить ще одна вертикальна смуга, звужена в нижній частині. Біля основи анального, ззаду спинного і біля основи лопатей хвостового плавця розташовані маленькі чорні цятки. Плавники прозорі або напівпрозорі, червонувато-жовті. Перший промінь спинного плавця чорний. З віком забарвлення блідніє, стає сіро-жовтим, майже однотонним.
Самець менший за самку, спинка менш вигнута. Забарвлення плавців у самця насиченіше (більше червоного), смуги чіткіше окресленні.
Риби в природі сягають завдовжки до 17 см., в акваріумі — не більше 14 см.

## Розмноження
Статева зрілість настає у віці 11-14-ти місяців. Нерест у природі відбувається у сезон дощів. Самка відкладає до 500 ікринок. Ікра дозріває 48 годин, а ще через 4 дні мальки починають плавати та самостійно харчуватися.

## Утримування та розмноження в акваріумах
Хрестовий барбус  — мирна активна зграйна рибка, тому її варто утримувати в кількості не менше 6 осіб з такими ж мирними рибами, за винятком повільних риб та риб з вуалевими плавниками. Для цих барбусів необхідний просторий (від 100 літрів) акваріум з вільним місцем для плавання та густими заростями рослинності біля задньої стінки та з боків акваріума. Необхідно також створити укриття (з каменів чи корчів). Молоді рибки тримаються зграйками, а старі — поодинці, в укриттях.
Ґрунт бажано піщаний, мулистий. При переляку рибка пробує заритися в ґрунт. Освітлення має бути розсіяним.
Рибка всеїдна, підходить будь-який живий, рослинний чи комбінований корм, а також сухі корми.
Параметри води:
- Температура — 21—28 °C, рибка не дуже вибаглива до температури;
- Жорсткість — від 4 до 25 dH, принципового значення не має;
- Кислотність — pH 6,0-8,0;
- необхідна хороша фільтрація води.

Нерестовище має бути просторим (до 100 літрів), з пучками дрібнолистої рослинності та сепараторною сіткою на дні. Рівень води — приблизно 40 см. Перед нерестом риб розсаджують на 2-3 тижні і посилено годують. Часта підміна та підвищення температури води стимулюють нерест. На нерест риб саджають у розрахунку 1 самець на 2 самки. Параметри води приблизно такі: температура 26-28 °C, кислотність близько 7.0 pH, жорсткість 6-10 dH. Нерест відбувається рано вранці і триває біля години. Після нересту риб негайно відсаджують. Початковий корм для мальків: живий пил та дрібна дафнія, пізніше — наупліус циклопів.